# Ah Via Musicom
Ah Via Musicom – trzeci solowy album Erica Johnsona wydany w lutym 1990.
Kilka utworów zostało zadedykowanych zaprzyjaźnionym gitarzystom. W wywiadzie udzielonym w marcu 1990 roku dla amerykańskiego czasopisma Guitar Player Eric Johnson przyznał, że utwór pt. "Steve's Boogie" został zadedykowany Steve'owi Hennigowi, "Song for George" jest kierowany do 80-letniego przyjaciela Johnsona – gitarzysty George'a Washingtona, a "East Wes" to dedykacja dla Wesa Montgomery'ego, gitarzysty jazzowego.

## Wydanie Audio-DVD albumu Ah Via Musicom
W roku 2002 wytwórnia Capitol Records rozpoczęła prace nad wydaniem, bez udziału Erica Johnsona, wersji audio-DVD albumu Ah Via Musicom, ale szybko wycofała się z projektu. Eric Johnson na swojej stronie internetowej przeprosił fanów za nieporozumienie spowodowane informacją o wydaniu tej płyty. W czerwcowym wydaniu czasopisma Guitar Player w 2005 roku natomiast, Eric Johnson powiedział, że obecnie trwają prace nad wersją audio-DVD albumu w systemie 5.1, ale na tym etapie trudno jest określić datę jej wydania.

## Lista utworów
1. "Ah Via Musicom" – 2:04
2. "Cliffs of Dover" – 4:10
3. "Desert Rose" – 4:55
4. "High Landrons" – 5:46
5. "Steve's Boogie" – 1:51
6. "Trademark" – 4:45
7. "Nothing Can Keep Me from You" – 4:23
8. "Song for George" – 1:47
9. "Righteous" – 3:27
10. "Forty Mile Town" – 4:13
11. "East Wes" – 3:28

Większość utworów została skomponowana przez Erica Johnsona. Wyjątkami są "Ah Via Musicom" – napisany wspólnie ze Stephenem Barberem i "Desert Rose" – dzieło Johnsona i Vince'a Marianiego.

## Twórcy
- Eric Johnson – gitara, gitara akustyczna, fortepian, elektryczna gitara hawajska, kompozycje, wokal, produkcja, sitar (elektryczny)
- Jody Lazo – wokal
- Stephen Barber – syntezator, instrumenty klawiszowe
- Roscoe Beck – gitara basowa
- Paul Bissell – perkusja
- Kyle Brock – gitara basowa
- James Fenner – perkusja
- Steven Hennig – gościnnie: gitara w utworze Steve's Boogie
- Richard Mullen – technik
- Tommy Taylor – perkusja, instrumenty perkusyjne
- Wee Willie – harmonijka ustna
- Reggie Witty. tipsonart.org. [zarchiwizowane z tego adresu (2011-05-20)]. – gitara basowa

## Nagrody i wyróżnienia
Nagrody Grammy
| Rok  | Zwycięzca    | Kategoria                                                     |
| ---- | ------------ | ------------------------------------------------------------- |
| 1992 | Eric Johnson | Nagroda Grammy w kategorii Best Rock Instrumental Performance |